# سمكة التنين الحمراء
سمكة التنين الحمراء أو دجاجة البحر[بحاجة لمصدر] (الاسم العلمي: pterois volitans) هي من الأسماك الشائع انتشارها وبكثرة في ولاية البحر الأحمر قرب الشعاب المرجانية. وهي من الأسماك الجميلة الفائقة الجمال بألوانها الجذابة المتناسقة في شكل خطوط بيضاء وحمراء متبادلة وبعضها زرقاء وبيضاء وتراها متباهية بجمالها حول الشعاب بعكس عقربة البحر البشعة المنظرالتي تختفي بلون المكان المتواجدة فيه، ودجاجة البحر من الأسماك البطيئة الحركة وهي غير هجومية إلا في حالة انزعاجها أو محاولة مسكها أو اصطيادها.

## الأشواك
ولدجاجة البحر ثمانية عشرة شوكة سامة موزعة كالأتي :-
عدد الأشواك 18
- الشرجية 3
- البطنية 2
- الظهرية 13

والأشواك اسطوانية الشكل مستطيلة يتراوح طولها من 10-20سنتمتر وخصوصا أشواك الزعنفة الظهرية والغدة السمية داخل تجويف الشوكة

## كيفية الإصابة بضررها
- يكمن الخطر في السم الذي تحمله الغدة، السمية في كل شوكة من الأشواك الثمانية عشر وخصوصا الأشواك التي في الزعنفة الظهرية وهذه لحماية تلك الأسماك الجميلة والبطيئة الحركة من أعدائها حيث يمكن مسكها وافتراسها بسهولة من الأسماك الكبيرة، وكثيرا من الغواصين تجذبهم ألوانها الجميلة فيقتربون منها لتصويرها وبعضهم يحاول مسكها وهذه السمكة إذا جرحت أو انزعجت تكون هجومية ضارة للإنسان فهي تندفع إلى اتجاه عدوها وفي نفس الوقت تلتوي لتجعل هجومها بالأشواك الظهرية التي تحمل الغدد السمية فتجرح عدوها وتغرس فيه أشواكها السامة .

أعراض الإصابة

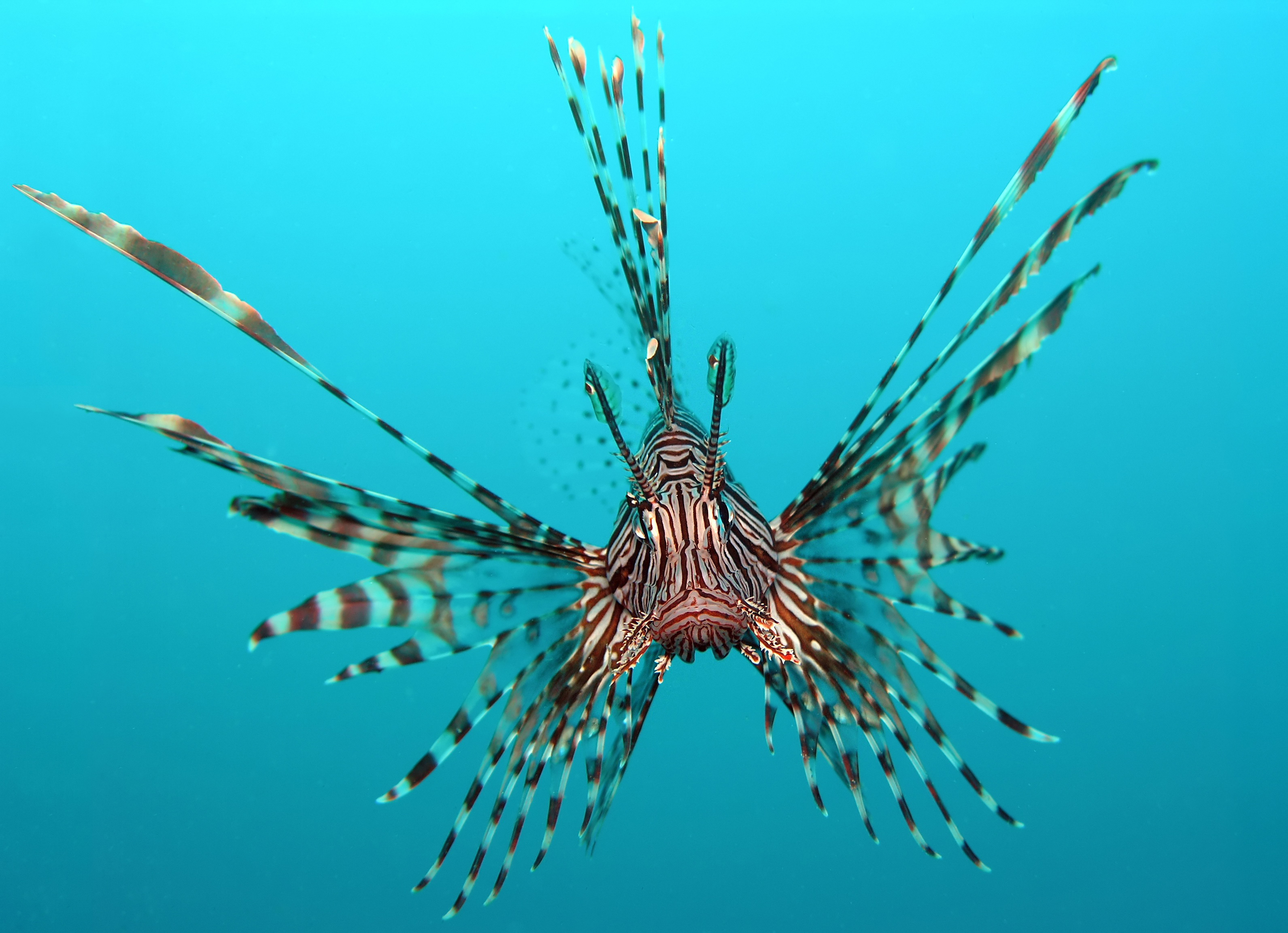
سمكة دجاج البحر

- تأثير السم يستمر حوالي 72 ساعة وهذا يعتمد على مقدار السم المفرز ويشعر المصاب بالأعراض التالي اولا:شعور المصاب بآلام مبرحة تستمر لعدة أيام حتى بعد خروج السم نتيجة الجروح التي تحدثها الأشواك

ثانيا: تورم مكان الإصابة وتغير لونه إلى اللون الأزرق
ثالثا: ضيق في التنفس
رابعا: ارتفاع حرارة جسم المصاب
5- هبوط في الدورة الدموية وانخفاض ضربات القلب
6- غثيان وتقيوء شديد ورجفة في الجسم

## طريقة الإسعاف والعلاج

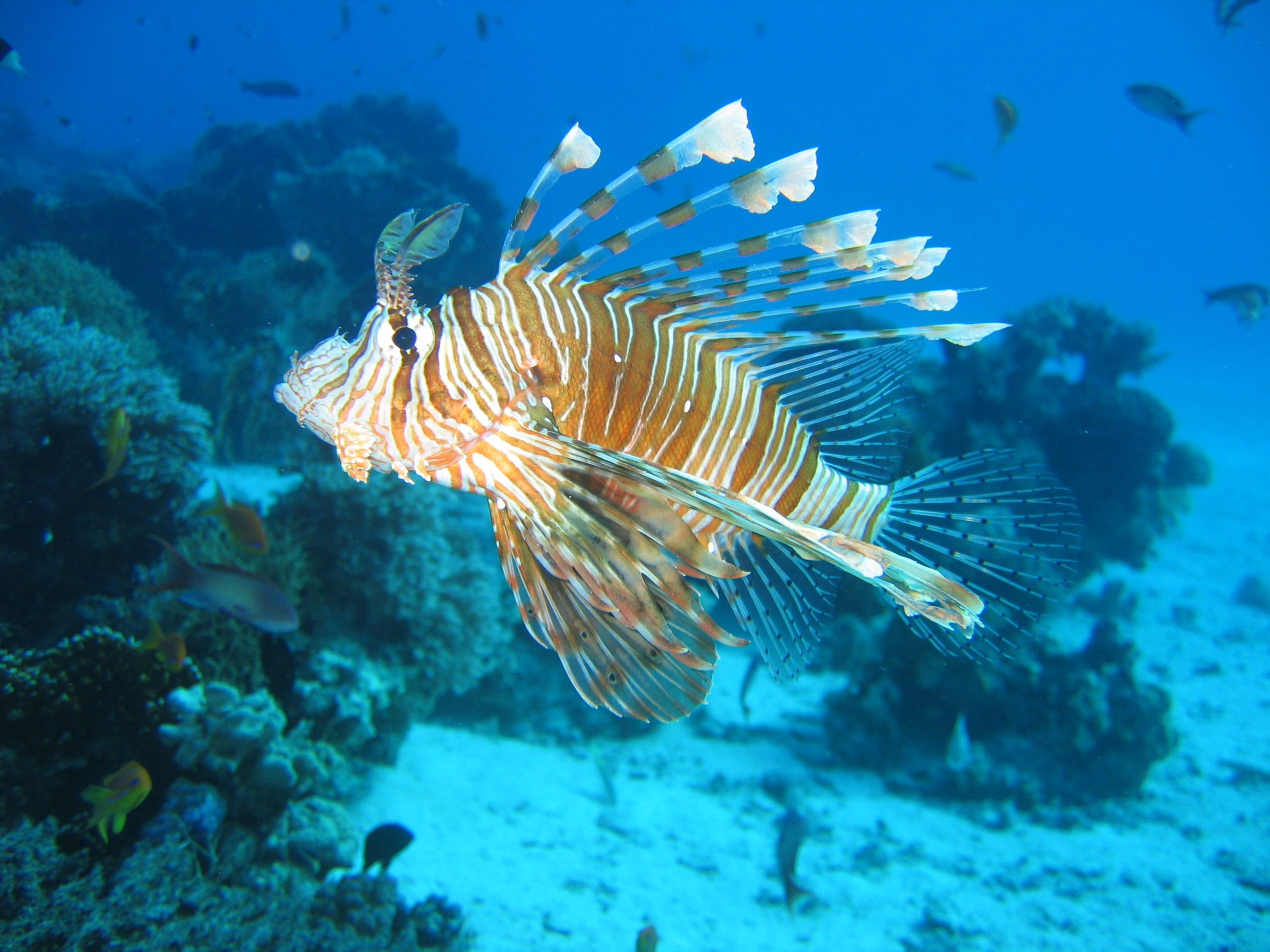
سمكة دجاج البحر متخفية

كما يقال درهم وقاية خير من قنطار علاج لذا يجب الحذر من الاقتراب من دجاجة البحر ومحاولة مسكها وخصوصا الأطفال والغواصين الجدد الذين يرونها لأول مرة وتبهرهم ألوانها الجميلة الجذابة ويسعف المصاب بالاتي
اولا: إخراج الأشواك من مكان الإصابة باستعمال ملقط
ثانيا:استخدام مشرط لعمل جرح مكان الإصابة والضغط عليه حتى يخرج الدم ومعه السم
ثالثا:غسل مكان الإصابة بمحلول ساخن من برمنحنات البوتاسيوم تركيز 5%
رابعا: تهدئة المصاب من الصدمة العصبية
خامسا: نقل المصاب إلى اقرب مستشفى وإعطائه مصل مضاد للكزاز
سادسا: قد يحتاج المصاب إلى أوكسجين في حالة ضيق التنفس.
سابعا: إعطاء المصاب مصل ضد سم العقرب
ثامنا: إعطاء المصاب مسكن وخافض للحرارة